# Верхнебаранчинский завод
Верхнебаранчинский железоделательный завод — металлургический завод, действовавший в 1806—1865 годах и располагавшийся в посёлке Верхняя Баранча Свердловской области.

## Географическое положение
Завод располагался на берегу реки Баранча, притоке реки Тагил, в 12 километрах к юго-западу от города Кушва.

## История
Завод был основан в 1806 году, когда была сооружена плотина. Заводской пруд имел длину 2 километра. Чугун для переработки поставлялся с Кушвинского завода. На заводе проводилось сверление и обточка пушек, резки артиллерийских поддонов и приготовления колотушечного железа.
В конце 1820-х годов объёмы производства снизились, цеха пришли в негодность из-за ветхости строений, но колотушная фабрика работала с тремя водяными колёсами для отливки артиллерийских снарядов.
В 1865 году завод был закрыт, но заводской пруд остался запасным для Нижнебаранчинского завода.

## Оборудование
Заводская плотина имела длину 256 метров, ширину 8,5 метра и высоту 4,3 метра. На заводе имелась кричная, колотушная, катальная, гвоздильная (шпикарская) фабрики. В 1861 году на катальной фабрике действовала калильная печь и прокатный стан, приводившийся в движение водяным колесом в 25 л. с..

## Численность
На заводе работали рекруты, затем переселенцы из Симбирской и Пензенской губернии. За заводом были закреплены 402 мастеровых и урочных работников, работало 172 человека, в 1860 году — 92 человека, в 1861 году — 85 человек.

## Производительность
Завод произвёл из кричной болванки сортового железа в 1859 году 29 тыс. пудов, в 1860 году — 10,1 тыс. пудов, в 1861 году — 24 тыс. пудов, в 1862 году −9 тыс. пудов, в 1863 году — 8 тыс. пудов, в 1864 году завод не действовал, в 1865 году завод был закрыт.